# Merga (ster)
Merga (38 Bootis) is een ster met spectraalklasse F6IVs in het sterrenbeeld Ossenhoeder (Boötes). De ster (schijnbare magnitude 5,7) heeft een afstand van 156,6 lichtjaar.